# Aşgabat
Aşgabat (perzsául: عشق آباد, magyarosan Asgábád; oroszul: Ашхаба́д / Ashabád) Türkmenisztán fővárosa. Aşgabat lélekszáma 695 300 (2001-es népszámlálás adata), a Kara-kum sivatag és a Kopet-dag hegység között helyezkedik el.  Aşgabat lakossága elsősorban türkmén nemzetiségű, de jelentős számú orosz, örmény és azeri etnikumú polgára is van.

## Lakosság
A lakosság többsége szunnita muzulmán.

## Éghajlat
Aşgabatban a nyár száraz, forró, a tél pedig rövid és enyhe. Az átlagos maximum hőmérséklet júliusban 38,3 °C, januárban 8,6 °C. Az átlagos minimum hőmérséklet 23.8 °C júliusban, −0,4 °C januárban. A valaha feljegyzett legmagasabb hőmérséklet  46,7 °C volt, melyet 1995-ben regisztráltak. A mért legalacsonyabb hőmérséklet –24,1 °C, mely 1969. januárjában jegyeztek fel.
A hó rendkívül ritka, az éves csapadék eső formájában fordul elő, mértéke 201 milliméter évente, március és április a legcsapadékosabb hónap.
| Hónap                                          | Jan.  | Feb.  | Már.  | Ápr. | Máj. | Jún. | Júl. | Aug. | Szep. | Okt. | Nov.  | Dec.  | Év    |
| ---------------------------------------------- | ----- | ----- | ----- | ---- | ---- | ---- | ---- | ---- | ----- | ---- | ----- | ----- | ----- |
| Rekord max. hőmérséklet (°C)                   | 28,7  | 32,6  | 38,6  | 39,4 | 44,5 | 46,7 | 45,5 | 45,7 | 45,6  | 40,1 | 37,0  | 33,1  | 46,7  |
| Átlagos max. hőmérséklet (°C)                  | 8,6   | 11,2  | 16,5  | 24,1 | 30,1 | 36,0 | 38,3 | 37,2 | 31,7  | 24,3 | 16,8  | 10,4  | 23,8  |
| Átlaghőmérséklet (°C)                          | 3,5   | 5,5   | 10,4  | 17,4 | 23,3 | 29,0 | 31,3 | 29,6 | 23,6  | 16,5 | 10,2  | 5,1   | 17,2  |
| Átlagos min. hőmérséklet (°C)                  | −0,4  | 1,0   | 5,5   | 11,6 | 16,6 | 21,5 | 23,8 | 21,7 | 16,1  | 10,1 | 5,2   | 1,2   | 11,2  |
| Rekord min. hőmérséklet (°C)                   | −24,1 | −20,8 | −13,3 | −0,8 | 1,3  | 9,2  | 13,8 | 9,5  | 2,0   | −5,1 | −13,1 | −16,0 | −24,1 |
| Átl. csapadékmennyiség (mm)                    | 20    | 24    | 41    | 32   | 21   | 6    | 3    | 2    | 3     | 10   | 19    | 20    | 201   |
| Havi napsütéses órák száma                     | 111   | 121   | 145   | 195  | 275  | 336  | 353  | 347  | 288   | 217  | 156   | 105   | 2649  |
| Forrás: World Meteorological Organisation, HKO |       |       |       |      |      |      |      |      |       |      |       |       |       |

## Történelem

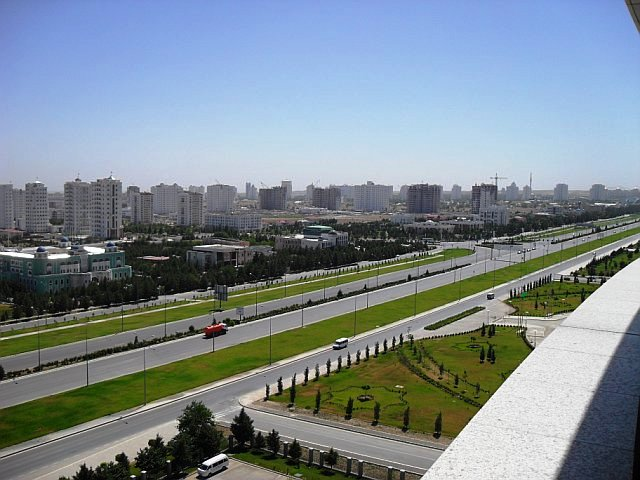
Aşgabat

Aşgabat viszonylag fiatal település, egy 1881-ben oroszok által alapított településből nőtte ki magát várossá. A város egy kereskedelmi csomópont volt. A transzkaszpi vasútvonal kiépítésével a város rohamosan fejlődésnek indult. 1919 és 1927 között a város neve Poltorack.
1938-ban alapították a művészetek galériáját.
1924-ben lett a város Türkmenisztán fővárosa.
1941-ben a német támadás elől a filmgyárat elköltöztették Kijevből Aşgabatba. Az acélt megedzik (1942) című alkotás is itt készült Mark Donszkoj rendezésében.
1948. október 5-én az erős földrengés földig rombolta a várost.

## A város szülöttei
- Saparmyrat Nyýazow volt elnök

## Nevezetességek
- Dzsejtun régészeti lelőhely - újkőkorszaki régészeti kultúra, a várostól északra, mintegy 30 km-re található.
- Nisza párthus erődítményei - Parthia első főváros volt, Aşgabattól 12 km-re nyugatra található.

## Közlekedés
A városban buszjáratok vannak.
A város mellett található az Aşgabat nemzetközi repülőtér.

## Testvérvárosok
- Albuquerque, Új-Mexikó, USA
- Ankara, Törökország